# 958. grenadirski polk (Wehrmacht)
958. grenadirski polk (izvirno nemško 958. Grenadier-Regiment; kratica 958. GR) je bil pehotni polk Heera v času druge svetovne vojne.

## Zgodovina
Polk je bil ustanovljen 28. decembra 1943 za potrebe 363. pehotne divizije; polk je bil uničen avgust 1944 med bitko za Falaise.
Ponovno je bil ustanovljen 17. septembra 1944 iz 1157. grenadirskega polka.